# 福愛美
福 愛美（ふく まなみ、1986年10月14日 - ）は、日本の歌手、タレント、グラビアアイドル。東京都出身。

## 略歴
2001年、雑誌グラビアで芸能界デビュー。
2002年、集英社『週刊ヤングジャンプ』の「制コレ2002」準グランプリを獲得（ちなみに2001準グランプリの沢尻エリカとは小学校・中学校の同級生である）。一時期「制コレ」オーディションメンバーが中心となった芸能人女子フットサルチーム「南葛シューターズ」に所属していた。
2003年、AT-Xイメージガールに就任。
2004年、全日本GT選手権イメージガール「vivace」のメンバーとしてサーキット、avex主催のライブステージで活躍。
2006年、パラパラユニット「SHANADOO」のメンバーとしてCDリリースし、ドイツデビュー。
2007年、SHANADOOとしてファーストアルバム『Welcome to Tokyo』をリリース、日本へ逆輸入デビュー。

## 作品

### アルバム
※いずれもavex traxより発売
vivace
- SUPER EUROBEAT presents JGTC SPECIAL 2004 ~NON-STOP MEGAMIX~（2004年5月19日、AVCD-17449） - 曲名『On My Own』
- SUPER EUROBEAT presents JGTC SPECIAL 2004 ~SECOND ROUND~（2004年9月1日、AVCD-17516） -  曲名『FLAME LOVE』

SHANADOO
- Welcome to Tokyo（2007年2月28日、AVCD-23174）

### 映像作品
- SPRASH!（2003年5月17日、日本メディアサプライ）
- ふくがきた。（2003年7月18日、アクアハウス）
- Coi Girl Magic（2003年10月10日、イーネットフロンティア）
- Wonderful「P」（2003年11月28日、ドリームエッグス）
- Se-女！福愛美（2003年12月25日、GPミュージアムソフト）
- SUGAR（2004年1月20日、ライン・コミュニケーションズ）
- Silky Collection Se-女!2（2004年7月23日、イーネットフロンティア）
- 至福の時（2004年10月27日、ビーエムドットスリー）

オムニバス
- 新井梨絵・星川実のり・福 愛美 / ナツフク（2002年3月22日、KSS）
- フクリナ（2005年12月12日、エアコントロール） - 長崎莉奈 共演

vivace
- VIVA! vivace!（2004年9月1日、avex）

## 出演

### テレビ
- Pinkの遺伝子（テレビ東京）- 第3話 奪ってダーリン 主演
- グラビアの美少女（MONDO21）

### 映画
- 戦え!メルデル5（2005年、インターネットシネマ、監督：井山夏生）

### 舞台
- kiss me you（モマエンタープライズ）
- 月光の下で朝食を（SSD） - 主演・ユキ 役
- 彩々な色（SSD） - まりあ 役

## 書籍

### 写真集
- MANAMIX - 少女≦大人（2002年10月、ぶんか社、撮影：田辺遥一）
- ふくがきた。（2003年4月、アクアハウス、撮影：山岸伸）
- 愛美とドコマデモ（2003年11月1日、竹書房、撮影：斉木弘吉）

オムニバス
- 新井梨絵・星川実のり・福 愛美 / ナツフク（2002年3月、KSS、撮影：松田忠雄）

vivace 名義
- ギャルズパラダイス特別編集 Vivace スペシャル!（2004年、三栄書房）